# HD 109857
HD 109857，又名CP-74 955，SAO 256967、HR 4804，是一颗恒星，视星等为6.49，位于銀經302.14，銀緯-12.52，其B1900.0坐标为赤經12h 32m 49.3s，赤緯-74° -12.52′ 13″。